# 邵应龙
邵应龙，浙江省余杭县人，清朝官员。
舉人出身。曾于乾隆十二年（1747年）接替张芸任福建永安县知县一职，1751由赵崇文接任。還曾任福清縣知縣。